# Chow Hang-tung

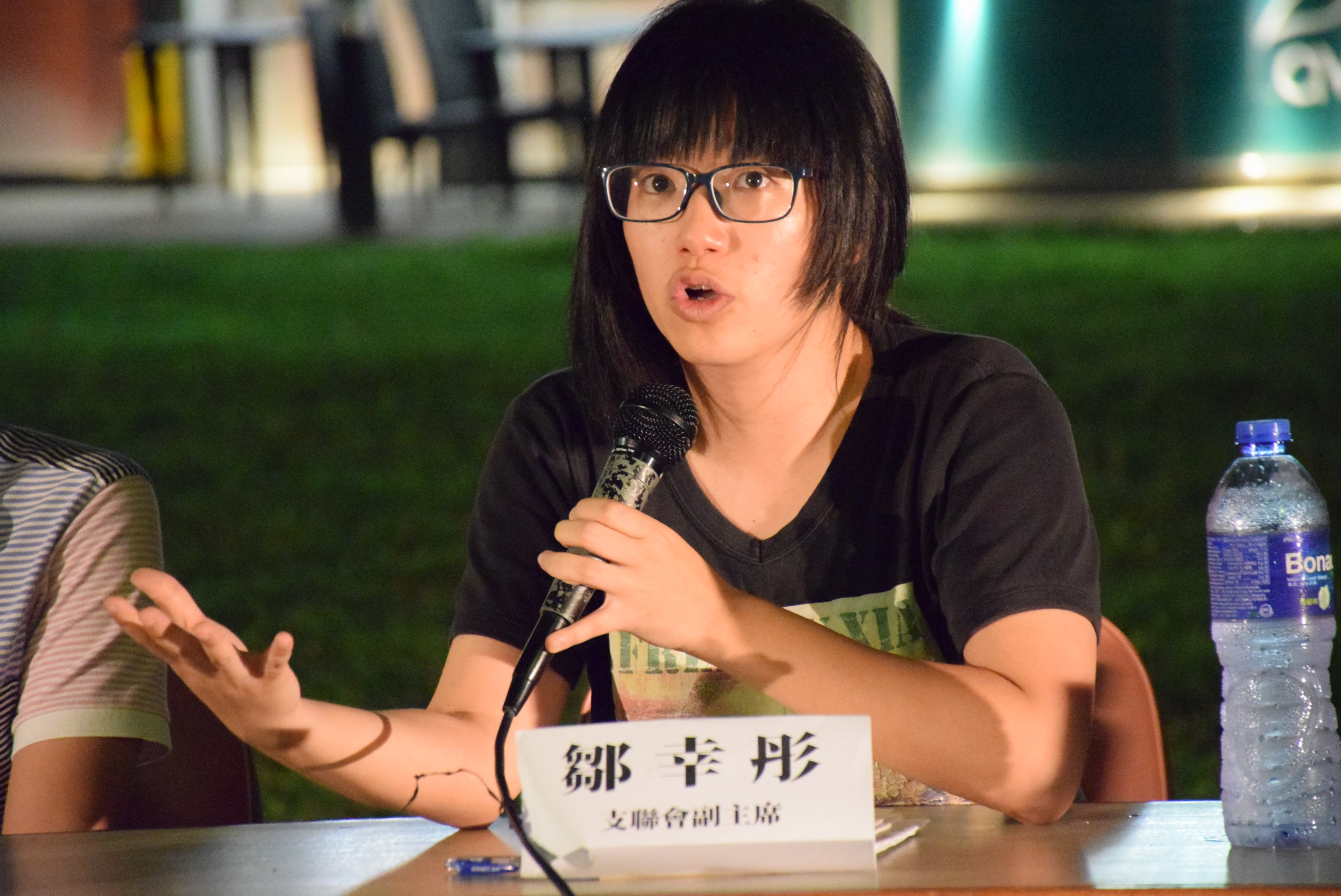
Chow Hang-tung (2021)

Tonyee Chow Hang-tung (chinesisch 鄒幸彤 / 邹幸彤, Pinyin Zōu Xìngtóng, Jyutping Zau1 Hang6tung4, kantonesisch Chow Hang-tung; * 24. Januar 1985 in Hongkong) ist eine chinesische Anwältin und Bürgerrechtlerin. Sie wurde seit 2021 mehrfach zu Haftstrafen verurteilt, unter anderem nachdem sie zum Gedenken an das Tian’anmen-Massaker von 1989 durch das Anzünden von Kerzen aufgerufen hatte.

## Leben und Wirken
Chow studierte zunächst Geophysik. Um sich den Menschenrechten zu widmen, setzte sie sich als Juristin für die Verteidigung des autonomen rechtsstaatlichen Systems ihrer Heimatstadt gegenüber der chinesischen Parteidiktatur ein. Sie war ab Dezember 2015 Vizevorsitzende der Hongkonger Allianz zur Unterstützung der patriotischen demokratischen Bewegungen in China – kurz „die Allianz“ –, einer Organisation, die seit 1989 jährlich am Jahrestag (4. Juni) mit Kerzen des Tian’anmen-Massakers gedenkt. Nachdem die Anführer der Allianz, Lee Cheuk-yan und Albert Ho, nach der Niederschlagung der Demokratiebewegung Hongkongs im Jahr 2020 inhaftiert wurden, übernahm Chow diese Rolle. Am Morgen des 4. Juni 2021 – dem Jahrestag des Massakers – wurde sie schließlich selbst inhaftiert. Im September 2021 wurde die Allianz nach Razzien und ersten Verurteilungen bisheriger Führer zur Selbstauflösung genötigt. Es folgten zwei Prozesse gegen Chow: Mit einem zweiten Urteil vom 4. Januar 2021 wurde sie von einem Gericht in Hongkong für den Aufruf zum Gedenken an ein Massaker zu einer Haftstrafe von erneut 15 Monaten verurteilt und zusammen mit dem ersten Urteil zu 22 Monaten. Vor Gericht sagte sie: „Die Botschaft dieses Urteils ist, dass das Anzünden einer Kerze schuldig macht, dass Worte schuldig machen. Der einzige Weg, Redefreiheit zu verteidigen, ist, sich zu äußern. Das wahre Verbrechen ist, Mörder mit Gesetzen zu decken und Opfer im Namen des Staates auszuradieren“. Die Haftstrafe von 15 Monaten wurde im Februar 2024 in letzter Instanz vom Hong Kong Court of Final Appeal bestätigt.
Im Mai 2024 wurde Chow, die zu diesem Zeitpunkt nach wie vor im Gefängnis saß, erneut verhaftet. Gleichzeitig wurden fünf weitere Personen ebenfalls inhaftiert. Chow wurde vorgeworfen, mit der Hilfe der anderen Beschuldigten während ihrer Haft in einer 2023 gegründeten Facebook-Gruppe zu ihrer eigenen Unterstützung aufrührerische Inhalte veröffentlicht zu haben. Die Verhaftungen stellten die erste Anwendung eines im März 2024 in Kraft getretenen neuen Hongkonger Sicherheitsgesetzes dar.
Mit Stand vom August 2024 war Chow Hang-tung nach wie vor inhaftiert.

## Auszeichnungen
- 2023: Gwangju-Menschenrechtspreis
- 2023: Deutsch-Französischer Preis für Menschenrechte und Rechtsstaatlichkeit[6]